# André Green
André Green (Solihull, 26 juli 1998) is een Engels voetballer die bij voorkeur als vleugelspeler speelt. Hij verruilde in 2021 Sheffield Wednesday voor Slovan Bratislava.

## Clubcarrière
Green sloot zich op negenjarige leeftijd aan in de jeugdacademie van Aston Villa. Op 13 maart 2016 debuteerde hij in de Premier League tegen Tottenham Hotspur. Hij viel na 62 minuten in voor Jordan Veretout. Zes dagen later mocht de vleugelspeler opnieuw invallen tegen Swansea City. Enkele maanden later degradeerden The Villans naar de Championship.

## Clubstatistieken
| Seizoen | Club                | Land     | Competitie     | Wed. | Doelp. |
| ------- | ------------------- | -------- | -------------- | ---- | ------ |
| 2015/16 | Aston Villa         | Engeland | Premier League | 2    | 0      |
| 2016/17 | Aston Villa         | Engeland | Championship   | 15   | 0      |
| 2017/18 | Aston Villa         | Engeland | Championship   | 5    | 1      |
| 2018/19 | Aston Villa         | Engeland | Championship   | 21   | 1      |
| 2018/19 | → Portsmouth FC     | Engeland | League One     | 6    | 1      |
| 2019/20 | → Preston North End | Engeland | Championship   | 1    | 0      |
| Totaal  | Totaal              | Totaal   | Totaal         | 50   | 3      |

## Interlandcarrière
Green kwam reeds uit voor diverse Engelse nationale jeugdteams. In 2016 debuteerde hij in Engeland –18.